# Discografia de Chiclete com Banana
A discografia da banda de axé brasileira Chiclete com Banana conta com 24 álbuns de estúdio, 6 álbuns ao vivo, 4 coletâneas e 2 DVDs em uma carreira iniciada em 1980. Originalmente formada por Bell Marques, que deixou a banda para continuar carreira solo, a banda em 2014 foi formada por Rafa Chaves, e desde 2018, é liderada por Khill, ex-vocalista da banda Patchanka.

## Álbuns

### Álbuns de estúdio
| Álbum                       | Detalhes                                                                                     | Vendas      | Certificações  |
| --------------------------- | -------------------------------------------------------------------------------------------- | ----------- | -------------- |
| Traz os Montes              | - Lançamento: 15 de março de 1982 - Formatos: LP, cassete - Gravadora: Baccarola             |             |                |
| Estação das Cores           | - Lançamento: 13 de maio de 1983 - Formatos: LP, cassete - Gravadora: Continental            |             |                |
| Energia                     | - Lançamento: 30 de abril de 1984 - Formatos: LP, cassete - Gravadora: Continental           |             |                |
| Sementes                    | - Lançamento: 2 de dezembro de 1984 - Formatos: LP, cassete - Gravadora: Continental         |             |                |
| Fissura                     | - Lançamento: 30 de janeiro de 1986 - Formatos: LP, cassete - Gravadora: Continental         |             |                |
| Gritos de Guerra            | - Lançamento: 11 de outubro de 1986 - Formatos: LP, cassete - Gravadora: Continental         | - : 800.000 |                |
| Fé Brasileira               | - Lançamento: novembro de 1987 - Formatos: LP, cassete - Gravadora: Continental              | - : 400.000 |                |
| Tambores Urbanos            | - Lançamento: outubro de 1988 - Formatos: LP, cassete - Gravadora: Continental               |             |                |
| Toda Mistura Será Permitida | - Lançamento: 19 de agosto de 1989 - Formatos: CD, LP, cassete - Gravadora: Continental      |             |                |
| Jambo                       | - Lançamento: 24 de maio de 1990 - Formatos: CD, LP, cassete - Gravadora: Continental        |             |                |
| Classificados               | - Lançamento: dezembro de 1991 - Formatos: CD, LP, cassete - Gravadora: RCA                  |             |                |
| No Forró                    | - Lançamento: 1992 - Formatos: CD, LP, cassete - Gravadora: Warner Music Brasil              |             |                |
| Chiclete com Banana         | - Lançamento: novembro de 1992 - Formatos: CD, LP, cassete - Gravadora: RCA                  | - : 200.000 | - PMB: 2× Ouro |
| 13                          | - Lançamento: dezembro de 1993 - Formatos: CD, LP, cassete - Gravadora: BMG                  |             |                |
| Banana Coral                | - Lançamento: novembro de 1994 - Formatos: CD, LP, cassete - Gravadora: BMG                  | - : 100.000 | - PMB: Ouro    |
| Menina dos Olhos            | - Lançamento: 29 de julho de 1995 - Formatos: LP, CD, cassete - Gravadora: RCA               |             |                |
| Para Ti                     | - Lançamento: 26 de agosto de 1996 - Formatos: CD, cassete - Gravadora: BMG                  | - : 300.000 | - PMB: Ouro    |
| Bem Me Quer                 | - Lançamento: setembro de 1998 - Formatos: CD, cassete - Gravadora: BMG                      | - : 300.000 | - PMB: Ouro    |
| São João de Rua             | - Lançamento: 15 de maio de 2000 - Formatos: CD - Gravadora: BMG                             |             |                |
| Universo Paralelo           | - Lançamento: 4 de dezembro de 2000 - Formatos: CD - Gravadora: BMG                          |             |                |
| Santo Protetor              | - Lançamento: 9 de dezembro de 2001 - Formatos: CD - Gravadora: BMG                          |             |                |
| O Mundo É dos Chicleteiros  | - Lançamento: 30 de março de 2012 - Formatos: CD, download digital - Gravadora: Sony         |             |                |
| A Força Que nos Move        | - Lançamento: 15 de junho de 2015 - Formatos: CD, download digital - Gravadora: Independente |             |                |
| Chicleteiro na Letra        | - Lançamento: 4 de março de 2021 - Formatos: CD, download digital - Gravadora: Siri Music    |             |                |

### Álbuns ao vivo
| Álbum                              | Detalhes                                                                                    | Vendas                            | Certificações  |
| ---------------------------------- | ------------------------------------------------------------------------------------------- | --------------------------------- | -------------- |
| É Festa                            | - Lançamento: 16 de dezembro de 1997 - Formatos: CD, cassete - Gravadora: BMG               | - : 250.000                       | - PMB: Platina |
| Borboleta Azul                     | - Lançamento: 16 de setembro de 1999 - Formatos: CD - Gravadora: BMG                        | - : 100.000                       | - PMB: Ouro    |
| Chiclete na Caixa, Banana no Cacho | - Lançamento: 5 de setembro de 2003 - Formatos: CD, DVD, cassete - Gravadora: BMG           | - : 100.000 (CD) - : 50.000 (DVD) | - PMB: Platina |
| Sou Chicleteiro                    | - Lançamento: 11 de dezembro de 2004 - Formatos: CD - Gravadora: BMG                        | - : 100.000                       | - PMB: Ouro    |
| Tabuleiro Musical                  | - Lançamento: 16 de janeiro de 2007 - Formatos: CD, download digital - Gravadora: Sony      | - : 50.000                        | - PMB: Ouro    |
| Flutuar                            | - Lançamento: 20 de outubro de 2009 - Formatos: CD, DVD, download digital - Gravadora: Sony | - : 25.000 (DVD)                  |                |

### Coletâneas
| Álbum                              | Detalhes                                                                                 |
| ---------------------------------- | ---------------------------------------------------------------------------------------- |
| Os Sucessos do Chiclete com Banana | - Lançamento: 1991 - Formatos: LP, CD - Gravadora: Continental                           |
| Chiclete na Ponta da Língua        | - Lançamento: 7 de fevereiro de 2000 - Formatos: CD - Gravadora: BMG                     |
| Best of Chiclete Com Banana        | - Lançamento: 26 de janeiro de 2005 - Formatos: CD - Gravadora: Warner                   |
| Quero Chiclete                     | - Lançamento: 9 de setembro de 2010 - Formatos: CD, download digital - Gravadora: Warner |

## Singles

### Como artista principal
| Título                                                                                  | Ano  | Álbum                              |
| --------------------------------------------------------------------------------------- | ---- | ---------------------------------- |
| "Música Alegre"                                                                         | 1982 | Traz os Montes                     |
| "Colar do Oriente"                                                                      | 1982 | Traz os Montes                     |
| "Meu Balão"                                                                             | 1983 | Estação das Cores                  |
| "Estação das Cores"                                                                     | 1983 | Estação das Cores                  |
| "Um Brilho que Traz a Massa"                                                            | 1983 | Estação das Cores                  |
| "Mistério das Estrelas"                                                                 | 1984 | Energia                            |
| "Canto de Aledé"                                                                        | 1984 | Energia                            |
| "Tiete do Chiclete"                                                                     | 1984 | Sementes                           |
| "Sementes"                                                                              | 1985 | Sementes                           |
| "Beijo Cigano"                                                                          | 1985 | Sementes                           |
| "Maluquete"                                                                             | 1986 | Fissura                            |
| "Mirando o Luar"                                                                        | 1986 | Fissura                            |
| "Gritos de Guerra"                                                                      | 1986 | Gritos de Guerra                   |
| "I Love You Chiclete"                                                                   | 1987 | Gritos de Guerra                   |
| "É Difícil"                                                                             | 1987 | Gritos de Guerra                   |
| "Fé Brasileira"                                                                         | 1987 | Fé Brasileira                      |
| "Selva Branca"                                                                          | 1988 | Fé Brasileira                      |
| "Vai Lá, Mané"                                                                          | 1988 | Fé Brasileira                      |
| "Que Força é Essa?"                                                                     | 1988 | Fé Brasileira                      |
| "Trópico Banana"                                                                        | 1988 | Tambores Urbanos                   |
| "Preciso Dormir Princesa"                                                               | 1988 | Tambores Urbanos                   |
| "Acredite Se Quiser"                                                                    | 1989 | Tambores Urbanos                   |
| "Foi Deus"                                                                              | 1989 | Tambores Urbanos                   |
| "Ele Não Monta na Lambreta"                                                             | 1989 | Toda Mistura Será Permitida        |
| "Quem é Você?"                                                                          | 1989 | Toda Mistura Será Permitida        |
| "Vou Deitar e Rolar"                                                                    | 1990 | Toda Mistura Será Permitida        |
| "Fazer Amor"                                                                            | 1990 | Jambo                              |
| "Quiribamba"                                                                            | 1990 | Jambo                              |
| "Magia"                                                                                 | 1990 | Jambo                              |
| "Vumbora Amar"                                                                          | 1992 | Classificados                      |
| "Meu Bem Quero Te Amar"                                                                 | 1992 | Classificados                      |
| "Cara Caramba"                                                                          | 1992 | Chiclete com Banana                |
| "Zum Zum Zum Pra Quê?"                                                                  | 1992 | Chiclete com Banana                |
| "Amar Você Não Dói"                                                                     | 1993 | Chiclete com Banana                |
| "Menina Me Dá Seu Amor"                                                                 | 1993 | 13                                 |
| "Se Me Chamar Eu Vou"                                                                   | 1993 | 13                                 |
| "Foi Por Esse Amor"                                                                     | 1994 | Banana Coral                       |
| "Essa Mulher é Minha"                                                                   | 1995 | Banana Coral                       |
| "Nana ê"                                                                                | 1995 | Menina dos Olhos                   |
| "Menina do Cateretê"                                                                    | 1995 | Menina dos Olhos                   |
| "Pode Chover"                                                                           | 1996 | Menina dos Olhos                   |
| "Delícia Para Ti"                                                                       | 1996 | Para Ti                            |
| "Procurando Sarna"                                                                      | 1996 | Para Ti                            |
| "Chamego"                                                                               | 1997 | Para Ti                            |
| "Beijo em Alto Mar"                                                                     | 1997 | Para Ti                            |
| "Meu Cabelo Duro é Assim"                                                               | 1997 | É Festa - Ao Vivo                  |
| "Chiclete Chopp com Banana"                                                             | 1998 | É Festa - Ao Vivo                  |
| "Perfume de Luar"                                                                       | 1998 | Bem Me Quer                        |
| "Coração Incerto"                                                                       | 1999 | Bem Me Quer                        |
| "Cabelo Raspadinho"                                                                     | 1999 | Borboleta Azul                     |
| "Desculpa Aê Pa-Pa"                                                                     | 1999 | Borboleta Azul                     |
| "Sétimo Céu"                                                                            | 2000 | São João de Rua                    |
| "Meu Pobre Coração"                                                                     | 2000 | São João de Rua                    |
| "Merengueira Siga-me"                                                                   | 2000 | Universo Paralelo                  |
| "Me Leve com Você"                                                                      | 2001 | Universo Paralelo                  |
| "Nana Rumbeira"                                                                         | 2001 | Universo Paralelo                  |
| "Quero Chiclete"                                                                        | 2001 | Santo Protetor                     |
| "Diga Que Valeu"                                                                        | 2002 | Santo Protetor                     |
| "Bala na Agulha"                                                                        | 2002 | Santo Protetor                     |
| "Por Um Beijo Seu"                                                                      | 2003 | Santo Protetor                     |
| "Voa Voa"                                                                               | 2003 | Chiclete na Caixa, Banana no Cacho |
| "Rumba de Santa Clara"                                                                  | 2004 | Chiclete na Caixa, Banana no Cacho |
| "Banana Real"                                                                           | 2004 | Chiclete na Caixa, Banana no Cacho |
| "100% Você"                                                                             | 2004 | Sou Chicleteiro                    |
| "Erva Venenosa"                                                                         | 2005 | Sou Chicleteiro                    |
| "Não Vou Chorar"                                                                        | 2005 | Sou Chicleteiro                    |
| "Do Nosso Jeito"                                                                        | 2006 | Sou Chicleteiro                    |
| "Chicleteiro Eu, Chicleteira Ela"                                                       | 2006 | Tabuleiro Musical                  |
| "Se Você é Chicleteiro"                                                                 | 2007 | Tabuleiro Musical                  |
| "Eu Quero Esse Amor"                                                                    | 2007 | Tabuleiro Musical                  |
| "Eu Fui Atrás de Um Caminhão"                                                           | 2008 | Tabuleiro Musical                  |
| "Flutuar"                                                                               | 2009 | Flutuar - Ao Vivo                  |
| "Feitiço Gelado"                                                                        | 2009 | Flutuar - Ao Vivo                  |
| "No Balanço do Chiclete (Tutatá)"                                                       | 2009 | O Mundo É dos Chicleteiros         |
| "Bem Vindo ao Mar"                                                                      | 2010 | Flutuar - Ao Vivo                  |
| "Bomboniere"                                                                            | 2010 | Flutuar - Ao Vivo                  |
| "Chorarei Amor"                                                                         | 2011 | O Mundo É dos Chicleteiros         |
| "Meu Coração Voou"                                                                      | 2011 | O Mundo É dos Chicleteiros         |
| "Amor da Minha Vida"                                                                    | 2011 | O Mundo É dos Chicleteiros         |
| "É Mega"                                                                                | 2012 | O Mundo É dos Chicleteiros         |
| "Minha Preta"                                                                           | 2012 | O Mundo É dos Chicleteiros         |
| "Louco de Paixão"                                                                       | 2013 | Não adicionado à nenhum álbum      |
| "De Braços Abertos"                                                                     | 2014 | A Força Que nos Move               |
| "Cuida de Mim"                                                                          | 2015 | A Força Que nos Move               |
| "Chicletear"                                                                            | 2015 | A Força Que nos Move               |
| "Pega no Ar"                                                                            | 2015 | A Força Que nos Move               |
| "Aí Eu Tô Maluco"                                                                       | 2016 | Ao Vivo no Parque da Cidade        |
| "Felicidade Sou Eu"                                                                     | 2017 | Ao Vivo no Parque da Cidade        |
| "Chicleteou"                                                                            | 2018 | Não adicionado à nenhum álbum      |
| "Joinha"                                                                                | 2018 | Não adicionado à nenhum álbum      |
| "Colar na Procissão"                                                                    | 2018 | Não adicionado à nenhum álbum      |
| "Marrentinha"                                                                           | 2019 | Não adicionado à nenhum álbum      |
| "É Sério"                                                                               | 2020 | Não adicionado à nenhum álbum      |
| "—" denota singles que não entraram nas paradas musicais ou não foram lançados no país. |      |                                    |

### Como artista convidado
| "Raiz de Todo Bem" (com Artistas pelos 30 Anos de Axé)                                  | 2014 | 8 | Não incluso em nenhum álbum |
| "—" denota singles que não entraram nas paradas musicais ou não foram lançados no país. |      |   |                             |

### Singlespromocionais
| Título         | Ano  | Álbum                |
| -------------- | ---- | -------------------- |
| "Foi no Nana"  | 2014 | A Força Que nos Move |
| "Quem É Você?" | 2015 | A Força Que nos Move |

## Outras aparições
| Título                               | Ano  | Outro(s) artista(s) | Álbum                                  |
| ------------------------------------ | ---- | ------------------- | -------------------------------------- |
| "Sim ou Não"                         | 1989 | —                   | Lambateria Tropical 2                  |
| "Fazer Amor"                         | 1990 | —                   | Viva a Noite                           |
| "Savassi"                            | 1993 | —                   | O Som Tropical Do Brasil 2             |
| "No Lume da Fogueira"                | 1994 | —                   | Grandes Sucessos Para Animar Sua Festa |
| "Capoeira Larará (Meia Lua Inteira)" | 1995 | —                   | Axè Dance: Vol. 1                      |
| "Perfume de Luar"                    | 1998 | —                   | BMG Nacional                           |
| "Quero Rimar com Chiclete"           | 2001 | —                   | Focus On: Beats of Brazil              |
| "Acende a Luz"                       | 2009 | Negra Cor           | Verão 2009                             |
| "Morango do Nordeste"                | 2012 | —                   | Ritmo do Brasil                        |